# 「王はいらない」抗議活動
「王はいらない」抗議活動（英語: No Kings protests）、別名「独裁者はいらない」抗議活動（英語: No Dictator protests）または「暴君はいらない」抗議活動（英語: No Tyrants protests）は、2025年6月14日（参加者はNo Kings Dayと名付けた）に主にアメリカ合衆国内で行われた一連のデモンストレーションである。第2次トランプ政権中に行われている、ファシズムへの傾倒とされる行動や関連するアメリカ合衆国における民主主義の後退を含む、ドナルド・トランプの政策と活動への反対を示すために行われた。抗議活動は、アメリカ陸軍250周年記念パレートとトランプの79歳の誕生日と同日に実施された。
主催者たちは、フィラデルフィアでのメインイベントを含め、2,100以上の都市や町で500万人以上が参加したと推定している。国外でも、グアム、北マリアナ諸島、プエルトリコ、アメリカ領バージン諸島といったアメリカ合衆国の海外領土、また、カナダ、日本、メキシコ、ヨーロッパを含む20ヶ国でも抗議活動が行われた。カナダやイギリスのような立憲君主制の国々では、国内の反君主制運動との混同を避けるため、「王（Kings）」ではなく「独裁者（Dictators）」または「暴君（Tyrants）」という代替タイトルが好まれた。ハワイ州でも同様に、同日に開催されるカメハメハ大王を記念するカメハメハ・デーのパレードとの混同を避けるために、同じ措置をとった。

## 国際的な抗議活動
アメリカ合衆国外でも多くのデモンストレーションが組織された。場合によっては、反君主制運動の出現を避けるために異なる名前が使われた。
日本では、抗議活動は東京都渋谷区で実施された。抗議には、地元の日本人とアメリカ移民の両方が参加しており、「No Crowns! No Kings!」と名付けられた。この抗議活動は、Democrats Abroadによって組織された。